# Norveška nogometna reprezentacija
Norveška nogometna reprezentacija predstavlja Norvešku u sportu nogometu. Domaće utakmice igra na Ullevaal Stadionu u Oslu. 
Najveći uspjeh norveške nogometne reprezentacije je igranje osmine finala na Svjetskim prvenstvima u Francuskoj 1938. i 1998..

## Uspjesi

### Svjetska prvenstva
- 1930. do 1934. – nisu se natjecali
- 1938. – ispali u skupinama
- 1950. – nisu se natjecali
- 1954. do 1990. – nisu se kvalificirali
- 1994. – ispali u skupinama
- 1998. – 1/8 finala
- 2002. do 2022. – nisu se kvalificirali

### Europska prvenstva
- 1960. do 1996. – nisu se kvalificirali
- 2000. – ispali u skupinama
- 2004. do 2024. – nisu se kvalificirali

## Vanjske poveznice
- Službena stranica